# Желобовка
Желобо́вка — река, входит в число малых рек Ставропольского края.
Протекает в пределах территории города Ставрополя. Берёт начало в центральной части города. По всей длине река и её притоки спрятаны в коллектор. Открытый водоем находится у одного из истоков реки в Центральном парке (бывшая Воронцовская роща). Центральная часть города — исток реки, который является открытым источником. Река начинается с двух или трёх родников, которые жители Старвополя используют для питья. Первый находится в Центральном парке, возле Воронцовской рощи. В речку впадает множество маленьких ручьёв. Ввиду того, что река заключена в трубу, площадь и длина водосборного бассейна неизвестны.
Река уходит в водовод, часть которого была сооружена для того, чтобы река во время весенних паводков и ливневых дождей не затапливала близлежащие дома. В XX веке входит в централизованную систему водоснабжения и водоотведения. Водовод проложен на 2,5 километрах, максимальный диаметр — два метра. Выше по течению река дублируется бетонным жёлобом трапециевидного сечения, проложенным по поверхности. На водоводе имеется исторический участок (около 100 метров), который сложен из каменных блоков.
Питание реки — родники, притоки, атмосферные осадки. На левом берегу Желобовки есть два притока — ручьи, текущие в глубоких оврагах. Водовод мелководный, летом может пересыхать. Исток — левый берег речки Мутнянки, которая, соединяясь с речкой Ташлой на территории станицы Старомарьевки, образует новую речку — Улу. Предположительно, название реки «Желобовка» возникло от местоположения драгунского лагеря, расположенного на берегу реки, в котором на берегу реки были устроены деревянные желоба для водопоя животных.